# Harry Benham
Pour les articles homonymes, voir Benham.
Harry Benham est un acteur américain né le 26 février 1884 à Valparaiso, Indiana (États-Unis), mort le 17 juillet 1969 à Sarasota, Floride (États-Unis).

## Filmographie
- 1912 : In a Garden : le rival, cause de la querelle
- 1912 : The Ladder of Life : l'homme pauvre, adulte
- 1912 : Cross Your Heart : The Little Boy
- 1913 : An American in the Making (it) : Bela Tokaji
- 1913 : King René's Daughter : Tristan, comte de Vaudemont
- 1913 : A Clothes-Line Quarrel
- 1914 : Coals of Fire : Blodgett, riche jeune homme d'affaires
- 1914 : The Success of Selfishness : Tom, mari de Grace
- 1914 : His Reward
- 1916 : The Path of Happiness : Merrill Day
- 1918 : Cecilia of the Pink Roses : Harry Twombly
- 1920 : For Love or Money de Burton L. King
- 1920 : The Dangerous Paradise de William P. S. Earle
- 1921 : Hush Money de Charles Maigne